# گوانو، اکوادور
گوانو محل سکونتی در استان چیمبورازو واقع در کشور اکوادور است. گوانو شهر خوبی برای محصولات چرم و فرش دستباف است.